# Мафусол
Мафусол — кровезаменитель, разработанный РНИИ гематологии и трансфузиологии.
Оказывает регидратирующее, антиоксидантное, диуретическое и дезинтоксикационное действие. Восполняет объём циркулирующей крови при гиповолемических состояниях, уменьшает вязкость крови и улучшает её реологические свойства.

## Показания
Гиповолемические и гипоксические состояния различной этиологии (кровопотеря, шок, травма, интоксикация). Острые нарушения мозгового кровообращения (инсульт), протекающие по ишемическому и геморрагическому типу. В качестве компонента перфузионной системы для заполнения аппарата искусственного кровообращения.

## Противопоказания
Гиперчувствительность; черепно-мозговая травма, сопровождающаяся повышением внутричерепного давления; состояния, при которых противопоказано внутривенное введение больших объемов жидкости (в том числе артериальная гипертензия и хроническая сердечная недостаточность).

## Лекарственные взаимодействия
Мафусол можно применять в сочетании с коллоидными растворами (полиглюкин, реополиглюкин, неогемодез, гемодез, желатиноль и др.); препарат также совместим с донорской кровью, эритромассой, плазмой и другими препаратами крови.
Применение Мафусола не препятствует также использованию обычно применяемых противошоковых средств, в том числе препаратов бензодиазепинового ряда, а также миорелаксантов (суксаметоний и др.), ингибиторов протеолиза (апротинин) и адреномиметиков (допамин, адреналин).

## Производство
Производится ОАО «Фирма Медполимер» (г. Санкт-Петербург).